# Xã Mound, Quận McDonough, Illinois
Xã Mound (tiếng Anh: Mound Township) là một xã thuộc quận McDonough, tiểu bang Illinois, Hoa Kỳ. Năm 2010, dân số của xã này là 283 người.